# 이주형 (정치인)
이주형(李周衡, 1906년 1월 6일 밀양 - ?)은 대한민국의 정치인이다.

## 약력
- 경성 휘문고등보통학교 졸업
- 경성제국대학 예과 수료
- 경성제국대학 법문학부 사학과 졸업
- 서울 보성중학교 교사
- 목포고등여학교 교장
- 마산중학교 교장
- 밀양중학교 교장
- 입법의원의원
- 1948년 5월 10일 : 제헌 국회의원(경남 밀양갑)

## 역대 선거 결과
|  | 36.91% |

|  | 14.11% |

## 참고 자료
- 《대한민국 의정총람》, 국회의원총람발간위원회, 1994년
- 이주형 - 대한민국헌정회